# Курдське повстання в Іраку (1922—1924)
Курдське повстання в Іраку (1922—1924), також повстання Махмуда Барзані (англ. Mahmud Barzanji revolts, курд. شۆڕشی شێخ مەحموودی حەفید) — серія збройних повстань курдського шейха Махмуда Барзані проти іракської влади в щойно завойованій британській Месопотамії, а пізніше — британського мандату в Іраку. Після свого першого повстання в травні 1919 року шейх Махмуд був ув'язнений і зрештою засланий до Індії на один рік. Після повернення він знову був призначений губернатором, але незабаром знову повстав, оголосивши себе правителем Королівства Курдистан. Королівство Курдистан існувало з вересня 1922 до липня 1924 року. Оскільки британські війська значно переважили його в силах та засобах, зокрема у боєприпасах та підготовці військ, у 1924 році поразка остаточно підкорила цей іракський регіон британському правлінню. Шейх Махмуд відступив у гори, і врешті-решт уклав угоду з незалежним Королівством Ірак у 1932 році, вийшовши з підпілля. Повстання шейха Махмуда вважають першою главою сучасного іраксько-курдського конфлікту.

## Історія

### Перша фаза повстання
23 травня 1919 року, через кілька місяців після свого призначення губернатором Сулейманії, Махмуд Барзані зібрав 300 племінних бійців і, вигнавши британських наглядачів зі своїх земель, проголосив себе «Правителем усього Курдистану», ініціювавши перше з повстань Махмуда Барзані. На початку повстання курди досягли певного успіху, влаштувавши засідку на легку британську колону поблизу Чамчамала. По обидва боки кордону курдські племена проголосили себе під владою шейха Махмуда.
Використовуючи свій авторитет релігійного лідера, шейх Махмуд закликав до джихаду проти британців у 1919 році і таким чином заручився підтримкою багатьох курдів, байдужих до націоналістичної боротьби. Хоча інтенсивність їхньої боротьби була мотивована релігією, курдське селянство підхопило ідею «національної та політичної свободи для всіх» і прагнуло «поліпшення свого соціального становища».
Племінні бійці як з Ірану, так і з Іраку швидко об'єдналися з шейхом Махмудом, оскільки він став більш успішним у протистоянні британському правлінню. За словами Макдауолла, сили шейха «в основному були орендарями та племенами Барзінджа, Хамаванд під керівництвом Каріма Фаттаха Бега та незадоволені частини племен Джаф, Джаббарі, шейха Бізайні та Шуан». Популярність і чисельність військ шейха Махмуда тільки зросла після того, як вони влаштували засідку на британську військову колону.
Серед прихильників шейха Махмуда був також 16-річний Мустафа Барзані, який у майбутньому став знаменитим лідером курдських націоналістів і командиром загонів пешмерга. Барзані та його люди, виконуючи наказ шейха Ахмеда Барзані з родового племені Барзані, перетнули долину Піяв, щоб приєднатися до шейха Махмуда Барзані. Незважаючи на те, що Барзані кілька разів потрапляв у засідку, він та його люди досягли місця розташування шейха Махмуда, але прибули надто пізно, щоб підтримати повстання. Бійці Барзані були лише частиною 500-осібного війська Шейха.
Коли британцям стало відомо про зростаючу політичну та військову могутність шейха, вони були змушені відповісти на загрозу військовою силою, і 18 червня дві бригади розгромили 500-осібну курдську силу на Базянському перевалі, а 28 червня зайняли Халабджу, поклавши край курдській державі та розгромивши повстання.

### Друга фаза повстання
Після Севрського договору, який закріпив деякі території, Сулейманія все ще залишалася під прямим контролем британського верховного комісара. Після наступного проникнення турецького загону «Оздемір» на цю територію, британці спробували протистояти прихованій агресії, призначивши шейха Махмуда, який повернувся з вигнання, знову губернатором 14 вересня 1922 року.
Але, вже в листопаді 1922 року шейх знову підняв повстання і проголосив себе королем Королівства Курдистан. Армія Королівства Курдистан стала називатися Курдська національна армія.
У липні 1924 року Барзані зазнав поразки від британських військ. Після того, як британський уряд нарешті переміг шейха Махмуда, вони передали Ірак королю Фейсалу I та новому уряду на чолі з арабами. У січні 1926 року Ліга Націй надала мандат на територію підмандатному Іраку з наданням курдам особливих прав.